# ليزلي غوندا
ليزلي غوندا (بالإنجليزية: Leslie Gonda)‏ هو شخصية أعمال أمريكي، ولد في 20 أغسطس 1919 في Mezőtúr ‏ في المجر، وتوفي في 16 مارس 2018.